# Jacques Offenbach
Jacques Offenbach, francoski skladatelj in čelist, * 20. junij 1819, Köln, Nemčija † 4. oktober 1880, Pariz, Francija.
Jacques Offenbach je širšemu občinstvu poznan predvsem kot avtor lahkotnejših operet in trivialne scenske glasbe, pogosto izhajajoč iz banalne pompoznosti in kankanovskih plesnih ritmov. Uveljavil je operetno obliko, zato je znan tudi kot oče operete. Bil je eden izmed najvplivnejših skladateljev popularne glasbe 19. stoletja.
Skupaj je napisal glasbo za več kot 100 glasbenoscenskih del. Bolj znani sta opereta Lepa Helena in opera Hoffmanove pripovedke.

## Življenje
Pravo ime tega skladatelja živahnih skladb, ki je osvojil Pariz, je Eberst ali Eberscht. Rodil se je židovskemu kantorju iz kölnske sinagoge, ki je kasneje prevzel priimek Offenbach po kraju, iz katerega je izhajal. Njegova rojstna hiša v Grossen Griechenmarkt leži ob trgu, ki se sedaj imenuje Offenbachplatz. Zelo zgodaj se je začel učiti violino, pri devetih letih pa violončelo. Ko je družina odpotovala v Francijo, se je vpisal na Pariški glasbeni konservatorij, vendar ni mogel redno obiskovati pouka, ker je dobil mesto violončelista v orkestru Opere Comique. Leta 1847 je postal dirigent v Comedie Francaise.  Leta 1848, med revolucijo, je nekaj časa živel v Nemčiji. Ko se je vrnil v Francijo, je vodil orkester Teâtre Francais. Na koncertih je igral kot solist, v prostem času pa je uglasbil nekaj La Fontaineovih basni. 
V tem času je prišla v Parizu v modo romantična in lahka opereta - zabavna zvrst, ki jo je nočno gledališko občinstvo gotovo največ poslušalo. Offenbach se je kot direktor gledališča domislil uglasbiti parodije grških in klasičnih tragedij, ki jih je pokazal Francozom. Začel je ustvarjati kratke opere v enem dejanju, ki so našle svoje mesto v gledališču Bouffes Parisiens (katerega lastnik je bil Offenbach sedem let, med letoma 1855 in 1861). Njegova privlačna in ironična, pogosto nespoštljiva glasba, je takoj požela uspeh, česar skladatelj ni pričakoval.
Občinstvo kavarn se je sredi stoletja in naslednja leta navduševalo nad ritmom Offenbachovih razposajenih arij predvsem zaradi uvoda z baletnimi figurami, npr. slavnega kankana, ki je takoj osvojil gledalce. Ta ples zmešnjave, ki ni bil najbolj spodoben, je okoli leta 1830 vpeljal v pariške nočne lokale Chicard, med mizami in na odru pa so ga izvajale takratne »prijateljice noči«. Kankan je osvajal z burnim crescendom in nazadnje vdrl na oder ravno po zaslugi Offenbachna, ki ga je s sramom na vsesplošno navdušenje uvedel v svoje operete. 
Offenbach je v Parizu kmalu postal kralj popularne glasbe in v svojem gledališču Bouffes Parisiens je uprizoril operete »Ropotíja« (1855), »Poroka ob laternah« (1857), »Orfej v podzemlju« (1858). Kot pove že naslov, se je ta pevec in igralec na liro, ki je ljubil nesrečno Evridiko, spustil v podzemlje; toda ton besedila in glasbe je več kot nespoštljiv in je v osupljivem nasprotju s prejšnjimi različicami Monterverdija, Lullyja, Glucka, Haydna in Liszta. 
Leta 1860 je skladatelj dobil francosko državljanstvo in 1861 so ga odlikovali z redom častne religije.  
Demistifikacijo grške mitologije je nadaljeval leta 1864 z Lepo Heleno, v kateri se je še enkrat lotil velikanske in zabavne parodije o olimpijskih bogovih. Med deskaralizacijo starega mita ter neusmiljeno in premišljeno kritiko tedanje pariške družbe lahko upravičeno vidimo razločen paralelizem. Vse to pa ni preprečilo uspeha 300 predstav, ki jim je ploskala družba, sposobna smeje se izpostaviti samokritiki. 
Leta 1866 sta sledila Sinjebradec in Pariško življenje, ki potrjujeta skladateljeve namene in njegov predrzni duh; čeprav ga je občinstvo oboževalo, pa se glasbena kritika ni zmenila zanj.
Offenbach ni več pisal tako pogosto, vendar je leta 1873 prevzel vodstvo gledališča Galîte; komaj leto kasneje je doživel finančni polom, bil je zadolžen in oblegali so ga upniki. Tedaj je sprejel povabilo v ZDA; turneja mu ni prinesla velikega uspeha in ni zbudila veliko navdušenja. Toda Offenbachu se je posrečilo vrniti v Pariz z 20.000 dolarji, zato je lahko lažje živel in se soočal z vsakdanjimi težavami, pripravil pa je tudi knjigo z naslovom »Offenbach v Ameriki«: zapiski glasbenikovega potovanja (Offenbach en Amerique notes d´un musicien en voyage), izdano v Parizu leta 1877. 
Znova je začel pisati operete, obdajala ga je ljubezen družine (žena in štiri hčere). Tako so leta 1878 nastala dela Madame Favart, leta 1879 pa Hči polka in Belle Lurette, ki so jo prvič uprizorili leta 1880, nekaj mesecev po smrti norčavega in nenazadnje srečnega skladatelja.
Offenbach je trpel zaradi protina od leta 1860 dalje, in so ga pogosto prevažali v gledališče na stolu. V času, ko ni bil zdrav, se je zavedal svoje smrtnosti in si strastno želel, da bi živel dovolj dolgo, da dokonča opero Les contes d'Hoffmann (Hoffmannove pripovedke). Zapustil je vokalni del in prve korake na orkestraciji. Ernest Guiraud, družinski prijatelj, ki mu je pomagal Offenbachov 18-letni sin Auguste, je zaključil orkestracijo in naredil veliko sprememb. 10. februar 1881 je bila opera prvič uprizorjena. 
Offenbach je umrl v Parizu leta 1880 v starosti 61 let. Vzrok smrti je bil srčno popuščanje zaradi zdravljenja akutnega protina. Imel je državni pogreb. Pokopan je na pokopališču Montmartre v Parizu.

## Delo
Gotovo je, da so številne izvedbe kankana, vzete iz njegovih del, veliko prispevale k njegovemu uspehu, enako kot neštete izvedbe »Barkarole«; čeprav se le-ta pojavi v Hoffmanovih pripovedkah, jo je napisal za eno svojih prvih del, Renske nimfe iz leta 1864. Ne smemo pozabiti, da gre zasluga za priljubljenost kankana v največji meri risbam Toulouse-Lautreca, na primer slavnemu plakatu iz leta 1896, posvečenemu skupini gospodične Eglantine, njenemu nepopisnemu šuštenju spodnjih kril, nogam v črnih nogavicah in širokim klobukom s fin de siècla.

## Operete
- Les deux Aveugles (Oba slepa), komična opereta (opéra-bouffe) - enodejanka (1855)
- Ba-ta-clan, chinoiserie musicale (1855)
- Le violoneux (Čarobna violina), komična opereta (opéra-bouffe) - enodejanka (1855)
- Le Financier et le savetier (Milijonar in čevljar), komična opereta (opéra-bouffe) - enodejanka (1856, premiera v Bouffes-Parisiens, Paris)
- Le Mariage aux Lanternes (Poroka ob lanternah), komična opereta (opéra-bouffe) - enodejanka (1857)
- Vent du soir ou l’horrible festin (Večerni vetrič ali odvratni praznik), opérette bouffe - enodejanka (1857)
- Orphée aux enfers (Orfej v podzemlju), komična opereta (opéra-bouffe) v dveh dejanjih (1858)
- Mesdames de la Halle , opérette bouffe (1858)
- La chatte métamorphosée en femme (Mačka, spremenjena v žensko), komična opereta (opéra-bouffe) - enodejanka (1858)
- Geneviève de Brabant, komična opereta (opéra-bouffe) v treh dejanjih (1859)
- La chanson de Fortunio (Pesem sreče), opéra-comique - enodejanka (1861)
- M. Choufleuri restera chez lui le ... (Salon Pitzelberger), komična opereta (opéra-bouffe) (1861)
- Le pont des soupirs (Most vzdihljajev), komična opereta (opéra-bouffe) v dveh dejanjih (1861)
- Monsieur et Madame Denis (Gospod in gospa Denis), opéra-comique - enodejanka (1862)
- Lischen et Fritzchen, conversation alsacienne - enodejanka (1863)
- La Belle Hélène (Lepa Helena), komična opereta (opéra-bouffe) v treh dejanjih (1864)
- La Vie parisienne (Pariško življenje ), komična opereta (opéra-bouffe) v petih dejanjih (1866)
- La Grande-Duchesse de Gérolstein (Velika vojvodinja Gerolstein), komična opereta (opéra-bouffe) v treh dejanjih (1867)
- Barbe Bleue (Sinjebradec), komična opereta (opéra-bouffe) v treh dejanjih (1866)
- Les Bavards (Tihotapec), komična opereta (opéra-bouffe) (1867)
- Le Château à Toto (Grad Toto), komična opereta (opéra-bouffe) v treh dejanjih (1868)
- Le pont des soupirs, komična opereta (opéra-bouffe) v štirih dejanjih (1868)
- La Périchole, komična opereta (opéra-bouffe) (1868)
- L'ile de Tulipatan (Otok Tulipatan), komična opereta (opéra-bouffe) - enodejanka (1868)
- La Princesse de Trébizonde (Princesa iz Trapezunta), komična opereta (opéra-bouffe) v treh dejanjih (1869)
- Les Brigands (Banditi), komična opereta (opéra-bouffe) (1869)
- Pomme d'Api, opereta (1873)
- Le voyage dans la lune (Izlet na luno), opéra-féerie, po zgodbi Jules Verne Potovanje na luno (1875)
- La Créole (Kreolka), komična opereta (1875)
- Madame Favart, komična opereta (1878)
- La Fille du Tambour-Major, komična opereta (1879)

## Operi
- Renske nimfe
- Hoffmanove pripovedke